# Которбешть
Которбешть, Которбешті (рум. Cotorbești) — село у повіті Олт в Румунії. Входить до складу комуни Вулпень.
Село розташоване на відстані 172 км на захід від Бухареста, 35 км на захід від Слатіни, 16 км на північний схід від Крайови.

## Населення
За даними перепису населення 2002 року у селі проживали 118 осіб, усі — румуни. Усі жителі села рідною мовою назвали румунську.